# Садыглы, Орхан Мехди оглы
Орхан Мехди оглы Садыглы (азерб. Sadıqlı Orxan Mehdi oğlu; 19 марта 1993, Джалилабад, Азербайджан) — азербайджанский футболист, вратарь клуба «Кяпаз».

## Биография
Орхан Садыглы родился 19 марта 1993 года в азербайджанском городе Джалилабад. С 7 до 12 лет занимался вольной борьбой. Футболом начал заниматься в возрасте 12 лет в ДЮСШ родного города, под руководством тренера Джавида Гулиева. С 2014 года является студентом Азербайджанской Государственной Академии Физической Культуры и Спорта.

## Клубная карьера
Орхан Садыглы начал карьеру футболиста в 2006 году с выступления в юношеском составе (до 19 лет) ФК «Масаллы» из одноимённого города. Провёл здесь два года. Но тем не менее, являющийся воспитанником ФК «Хазар-Ленкорань», за дубль которого начал свои выступления в 2008 году. В 2010 году перешёл в основной состав «кораблестроителей». В 2010/11 годах, будучи третьим вратарём команды, регулярно призывался в ряды юношеской сборной Азербайджана до 19 лет. В конце 2013 года клуб продлил контракт с футболистом ещё на 3 года.
5 августа 2012 года, в выездном матче Премьер-лиги Азербайджана, против ФК «Ряван», состоялся дебют футболиста за основной состав команды. При этом провёл на поле все 90 минут матча.

### Чемпионат
Статистика выступлений в чемпионате Азербайджана по сезонам:
| № | Сезон   | Клуб              | Игр | В запасе | Пропущенные мячи |
| - | ------- | ----------------- | --- | -------- | ---------------- |
| 1 | 2010/11 | «Хазар-Ленкорань» | 0   | 7        | 0                |
| 2 | 2011/12 | «Хазар-Ленкорань» | 0   | 4        | 0                |
| 3 | 2012/13 | «Хазар-Ленкорань» | 25  | 5        | -25              |
| 4 | 2013/14 | «Хазар-Ленкорань» | 26  | 9        | -35              |
| 5 | 2014/15 | «Хазар-Ленкорань» | 8   | 8        | -13              |
| 6 | 2015/16 | «Хазар-Ленкорань» | 3   | 0        | 0                |

### Кубок
В Кубке Азербайджана провёл нижеследующие игры:
| № | Сезон   | Клуб              | Игр | Голов | Игр в запасе |
| - | ------- | ----------------- | --- | ----- | ------------ |
| 1 | 2010/11 | «Хазар-Ленкорань» | 0   | 0     | 3            |
| 2 | 2011/12 | «Хазар-Ленкорань» | 0   | 0     | 2            |
| 3 | 2012/13 | «Хазар-Ленкорань» | 3   | 0     | 2            |
| 4 | 2013/14 | «Хазар-Ленкорань» | 4   | 0     | 1            |

## Лига Европы УЕФА
Дебют в еврокубках состоялся в Лиге Европы УЕФА сезона 2013/14 годов, в ответном матче второго квалификационного раунда против израильского «Маккаби» Хайфа, заменив основного вратаря на 45+1-й минуте первого тайма..

## Сборные Азербайджана

### U-17
26 октября 2009 года, в рамках отборочных матчей Чемпионата Европы среди футболистов до 17 лет провёл свою первую игру в основном составе юношеской сборной Азербайджана до 17 лет против юношей из Сербии.

### U-19
Дебютным матчем в основном составе юношеской сборной Азербайджана до 19 лет стала игра против сборной Швеции 6 октября 2011 года, прошедшая в городе Фалькенберг, в отборочном матче Чемпионата Европы среди футболистов до 19 лет. Провёл на поле все 90 минут матча.

### U-21
Первую игру в составе Олимпийской сборной Азербайджана провёл 15 ноября 2013 года, в квалификационном матче Чемпионата Европы против сборной Македонии в городе Скопье.

## Достижения
«Хазар-Ленкорань»
- Серебряный призёр Премьер-лиги в сезоне 2010/11, 2011/12
- Победитель Кубка Азербайджана в сезоне 2010/11
- Финалист Кубка Азербайджана в сезоне 2012/13
- Победитель Суперкубка Азербайджана 2013 года